# 平塚信用金庫
平塚信用金庫（ひらつかしんようきんこ、英語：Hiratsuka Shinkin Bank）は、神奈川県平塚市に本店を置く信用金庫である。同じ神奈川県内を営業地区とするかながわ信用金庫、さがみ信用金庫と「TRIbank（トライバンク）」の名で提携関係にある。
本店所在地である平塚市の指定金融機関を横浜銀行・スルガ銀行と輪番で務めている。

## 沿革
- 1932年（昭和7年）- 有限責任平塚商工信用組合設立。
- 1935年（昭和10年）- 有限責任信用組合平塚金庫と改称。
- 1943年（昭和18年）- 市街地信用組合法に基づき平塚信用組合に改組。
- 1951年（昭和26年）- 信用金庫法に基づき平塚信用金庫に改組。
- 1990年（平成2年）- 三浦信用金庫（現・かながわ信用金庫）、小田原信用金庫（現・さがみ信用金庫）と業務提携。
- 1992年（平成4年）- 提携2金庫と共に「TRIバンク」の呼称を採用。
- 2020年（令和2年）- この日から磁気の影響を受けにくい新しい通帳（Hi-Co通帳）を取扱開始した(Hi-Co通帳に対応していない信用金庫ATMではHi-Co通帳は使えない。)[1]。

## 営業地区
- 神奈川県
  - 平塚市、茅ヶ崎市、海老名市、高座郡寒川町、座間市、相模原市、厚木市、伊勢原市、秦野市、綾瀬市、大和市、愛甲郡愛川町、清川村、中郡大磯町、二宮町、足柄上郡中井町、大井町、小田原市

## グループ企業
- 湘南サプライ株式会社
- ケンオービジネスサービス株式会社